# Skirlington
Skirlington – osada w Anglii, w hrabstwie East Riding of Yorkshire. Leży 26 km na północ od miasta Hull i 273 km na północ od Londynu.